# Willy Sagnol
William "Willy" Sagnol (Saint-Étienne, 1977. március 18. –) francia válogatott labdarúgó, aki védőként szerepelt klubjaiban. 
Aktív labdarúgó karrierjét a Saint-Étienne csapatánál kezdte 1995-ben, majd a két év után távozott és az AS Monaco játékosa lett. 2000 és 2009 között a Bundesligában szereplő Bayern München játékosa volt egészen a visszavonulásáig. A francia válogatottal részt vett az 1997-es ifjúsági labdarúgó-világbajnokságon, a 2002-es labdarúgó-világbajnokságon, a 2004-es labdarúgó-Európa-bajnokságon, a 2006-os labdarúgó-világbajnokságon és a 2008-as labdarúgó-Európa-bajnokságon.
2017. június 9-én csatlakozott a Bayern Münchenhez, mint Ancelotti segédedzője.
Szeptember 28-án a Bayern München vezetősége menesztette Carlo Ancelottit és Sagnol vette át a csapatott ideiglenesen. 2021. február 16-án jelentették be, hogy a grúz válogatott szövetségi kapitánya lett.

## Pályafutása
2000. augusztus 12-én mutatkozott be a Bundesligában a Hertha BSC ellen.
2009. január 22-én folyamatosan kiújuló Achilles-ín problémái miatt bejelentette a visszavonulását.

## Sikerei, díjai

### Klubcsapatokkal
- AS Monaco:
  - Francia bajnok: 2000
  - Francia szuperkupa-győztes: 1997, 2000
- Bayern München:
  - Német bajnok: 2001, 2003, 2005, 2006, 2008
  - Németkupa-győztes: 2003, 2005, 2006, 2008
  - Német ligakupa-győztes: 2004, 2007
  - UEFA-bajnokok ligája-győztes: 2001
  - Interkontinentális kupa-győztes: 2001

### Válogatottal
- Világbajnoki ezüstérmes: 2006
- Konföderációs kupa-győztes: 2001, 2003

## Magánélete
Két gyermeke van (Chiara és Sandro) korábbi barátnőjétől, Laetitiától.